# ساكاي سايتو
ساكاي سايتو (باليابانية: 斎藤栄)‏ (14 يناير 1933 في أوتا، طوكيو - 15 يونيو 2024)؛ روائي من اليابان.